# Meira Kumar
Meira Kumar (Patna, Bihar; 31 de março de 1945) é uma política índiana, cinco vezes membro do Parlamento, que foi nomeada pela Aliança Progressista Unida para Presidente da Índia nas eleições de 2017. Foi eleita sem oposição como a primeira mulher Presidente do Lok Sabha, desempenhando funções de 2009 até 2014.
Foi a candidata presidencial conjunta dos principais partidos da oposição para as eleições presidenciais de 2017 e perdeu as eleições ao candidato da Aliança Democrática Nacional Ram Nath Kovind, mas conseguiu um recorde ao obter o maior número de votos de um candidato perdedor (367.314 votos eleitorais).